# Pátá hodnotící zpráva IPCC
Pátá hodnotící zpráva IPCC (anglicky The Fifth Assessment Report – AR5) je dokument Mezivládního panelu pro změnu klimatu, který byl postupně po jednotlivých částech zveřejňován v letech 2013 a 2014.

## Shrnutí Páté hodnotící zprávy

### Pracovní skupina I
- Oteplování klimatického systému je jednoznačné a od padesátých let 20. století jsou mnohé z pozorovaných změn bezprecedentní v průběhu desetiletí až tisíciletí.[1]
- Atmosférické koncentrace oxidu uhličitého, metanu a oxidu dusného vzrostly na úroveň, která nemá obdoby přinejmenším za posledních 800 000 let.[2]
- Vlivem oteplování klimatu dochází k nárůstu koncentrace oxidu uhličitého, metanu a oxidu dusného. [8] Vliv člověka na klimatický systém je zřejmý.[3]
- Je velmi pravděpodobné (pravděpodobnost 95–100 %),[4] že vliv člověka byl dominantní příčinou globálního oteplování v letech 1951–2010.[4]

### Pracovní skupina II
- Rostoucí rozsah [globálního] oteplování zvyšuje pravděpodobnost závažných, všudypřítomných a nevratných dopadů.[5]
- Prvním krokem k adaptaci na budoucí změnu klimatu je snížení zranitelnosti a expozice vůči současné variabilitě klimatu.[6]
- Celkové riziko dopadů změny klimatu lze snížit omezením rychlosti a rozsahu změny klimatu.[5]

### Pracovní skupina III
- Bez nových opatření ke zmírnění změny klimatu prognózy naznačují nárůst průměrné globální teploty v roce 2100 o 3,7 až 4,8 °C ve srovnání s předindustriálními úrovněmi (střední hodnoty; rozmezí je 2,5 až 7,8 °C včetně nejistoty v oblasti klimatu).[7]
- Současná trajektorie globálních ročních a kumulativních emisí skleníkových plynů není v souladu s široce diskutovanými cíli omezit globální oteplování na 1. stupeň. 5 až 2 stupně Celsia nad předindustriální úrovní.[8]
- Závazky přijaté v rámci Cancúnských dohod jsou v zásadě v souladu s nákladově efektivními scénáři, které dávají "pravděpodobnou" šanci (66–100% pravděpodobnost) na omezení globálního oteplování (v roce 2100) pod 3 °C ve srovnání s předindustriální úrovní.[9]

## První pracovní skupina podrobně
První část zveřejnil panel 27. září 2013 ve Stockholmu. Obsahuje důkladné fyzikální zdůvodnění klimatických změn a uvádí, že s 95% jistotou je dominantní příčinou změny klimatu lidská činnost.
Hlavní body zprávy první pracovní skupiny:
- Globální oteplování je nezpochybnitelným faktem. Je nanejvýš pravděpodobné, že od 50. let 20. století je jeho hlavní příčinou lidská činnost.
- Teplota na Zemi vzroste do konce století o 0,3 až 4,8 stupně Celsia v závislosti na množství spálených fosilních paliv.
- Hladina světového oceánu se zvýší do roku 2100 o 26 až 82 centimetrů.
- Koncentrace oxidu uhličitého a dalších skleníkových plynů v ovzduší vzrostly na úroveň nemající obdobu za posledních 800 tisíc let.
- Spalování fosilních paliv je hlavní příčinou zvýšení koncentrace oxidu uhličitého o 40 % od počátku průmyslové revoluce.
- Grónská a antarktická ledovcová vrstva ztrácí v posledních dvou desetiletích na objemu. Ledovce nadále tají téměř po celém světě. Led v severních mořích ustupuje a sněhová pokrývka slábne.
- Teplota svrchní vrstvy oceánů v období 1971 až 2010 stoupla. Oceány se budou zahřívat i nadále a teplo bude pronikat od jejich povrchu do hloubky.
- Většina aspektů klimatických změn bude pokračovat několik staletí i v případě, že se podaří emise oxidu uhličitého snížit.

|        | 2046-2065                   | 2081-2100                   |
| Scénář | Průměr pravděpodobný rozsah | Průměr pravděpodobný rozsah |
| RCP2.6 | 1,0 (0,4 až 1,6) °C         | 1,0 (0,3 až 1,7) °C         |
| RCP4.5 | 1,4 (0,9 až 2,0) °C         | 1,8 (1,1 až 2,6) °C         |
| RCP6.0 | 1,3 (0,8 až 1,8) °C         | 2,2 (1,4 až 3,1) °C         |
| RCP8.5 | 2,0 (1,4 až 2,6) °C         | 3,7 (2,6 až 4,8) °C         |

|        | 2046-2065                   | 2081-2100                   |
| Scénář | Průměr pravděpodobný rozsah | Průměr pravděpodobný rozsah |
| RCP2.6 | 0,24 (0,17 až 0,32) m       | 0,40 (0,26 až 0,55) m       |
| RCP4.5 | 0,26 (0,19 až 0,33) m       | 0,47 (0,32 až 0,63) m       |
| RCP6.0 | 0,25 (0,18 až 0,32) m       | 0,48 (0,33 až 0,63) m       |
| RCP8.5 | 0,30 (0,22 až 0,38) m       | 0,63 (0,45 až 0,82) m       |

Zpráva druhé pracovní skupiny (AR5-WGII) zaměřené na dopady změny klimatu a možnosti adaptace byla zveřejněna v březnu 2014.
Zpráva třetí pracovní skupiny (AR5-WGIII) zaměřená na mitigaci (zmírňování změny klimatu) vyšla v dubnu 2014.
Souhrnná zpráva (AR5 Synthesis Report – SYR) byla dokončena v listopadu 2014.